# 孫友聯
孫友聯，臺灣勞工運動人士，馬來西亞出身，1992年赴臺灣就讀國立臺灣大學社會學系，現任臺灣勞工陣線秘書長、總統府人權諮詢委員會委員，曾任民間監督健保聯盟召集人、21世紀憲改聯盟顧問及法律扶助基金會專門委員。

## 行動
2005年8月6日，孫友聯、《台灣日報》員工自救會會長林朝億、《台灣日報》員工自救會總幹事林慶祥、前《台灣日報》總編輯莊豐嘉、前《台灣日報》專欄作家陳政農等人共同召開記者會並發布聲明，批評《台灣日報》惡意非法解雇林朝億與林慶祥。孫友聯批評，勞工爭取薪水是合法權利；《台灣日報》標榜「愛台灣」，但也不能不守法，不能積欠薪水，不能非法解雇，不能不繳勞保、健保費。
2007年9月27日，孫友聯接受中央廣播電臺新聞部專訪時說，中華人民共和國政府不但打壓台灣、也協助緬甸軍政府打壓緬甸民主運動；國際社會希望中華人民共和國政府以其影響力敦促緬甸軍政府切勿暴力鎮壓，「這完全是錯誤的期待」。
2010年4月30日，孫友聯應邀參加台灣團結聯盟台北市黨部在台北市一郎餐廳舉行的募款餐會暨「台北市白領反ECFA聯盟誓師大會」。
2014年9月6日，孫友聯批評，基本工資月薪2015年7月1日起調漲新台幣735元，在他看來是漲不夠，「每日平均買不到一份原味蛋餅」。
2016年6月8日，孫友聯出任國家年金改革委員會委員，立場為：
|  | 退休與領年金脫鉤，年金是要保障一個人的老年生活，各方條件和標準應趨於一致。例如，我們不可能想要月領7萬元，但不願意付相對高費率的保費。 |

2016年9月7日，孫友聯表示，陳水扁政府執政時，基本工資曾經連續7年凍漲，間接造成如今基本工資僅新台幣20008元；低薪成就「大鯊魚、大鯨魚」的資方，讓「小魚」的青年與勞工無法生存；基本工資應調整為月薪新台幣26300元、時薪新台幣163元以兌現總統蔡英文解決青年貧窮問題的政見，「蔡總統莫忘承諾」。